# منطقة بانج فلات
منطقة بانج فلات (بالإنجليزية: Bang Phlat District)‏ هي واحدة من 50 منطقة في بانكوك، تايلاند. يقدر عدد سكانها بـ 98,113 نسمة .